# Gegenblütige Gladiole
Die Gegenblütige Gladiole (Gladiolus oppositiflorus) ist eine Pflanzenart aus der Gattung der Gladiolen (Gladiolus) in der Familie der Schwertliliengewächse (Iridaceae). Sie ist eine der Elternarten der Garten-Gladiole (Gladiolus × hortulanus).

## Merkmale
Die Gegenblütige Gladiole ist eine ausdauernde krautige Pflanze, die Wuchshöhen von 80 bis 150 Zentimeter erreicht. Als Überdauerungsorgane bildet dieser Geophyt Knollen, aber keine unterirdischen Ausläufern. Der Stängel ist manchmal verzweigt. Die Laubblätter sind einfach und parallelnervig. Der Blattrand ist glatt.
Die zwittrige Blüte ist dreizählig. Die Blütenhüllblätter sind weiß oder rosa mit dunkleren Flecken im Schlund und dunkleren Mittelnerven. Die Perigonzipfel sind spitz oder zugespitzt und der oberste ist nicht oder nur schwach helmförmig.
Die Blütezeit reicht von Juli bis September. Es werden Kapselfrüchte gebildet.

## Systematik
Man kann zwei Unterarten unterscheiden:
- Gladiolus oppositiflorus subsp. oppositiflorus: Sie kommt in Südafrika in der östlichen Kap-Region vor.[1]
- Gladiolus oppositiflorus subsp. salmoneus (Baker) Oberm. (Syn.: Gladiolus salmoneus Baker): Sie kommt von der Kap-Region bis KwaZulu-Natal vor.[1]

## Nutzung
Die Gegenblütige Gladiole wird selten als Zierpflanze genutzt.